# Orbea namaquensis
Orbea namaquensis là một loài thực vật có hoa trong họ La bố ma. Loài này được (N.E. Br.) Leach mô tả khoa học đầu tiên năm 1975.

## Hình ảnh

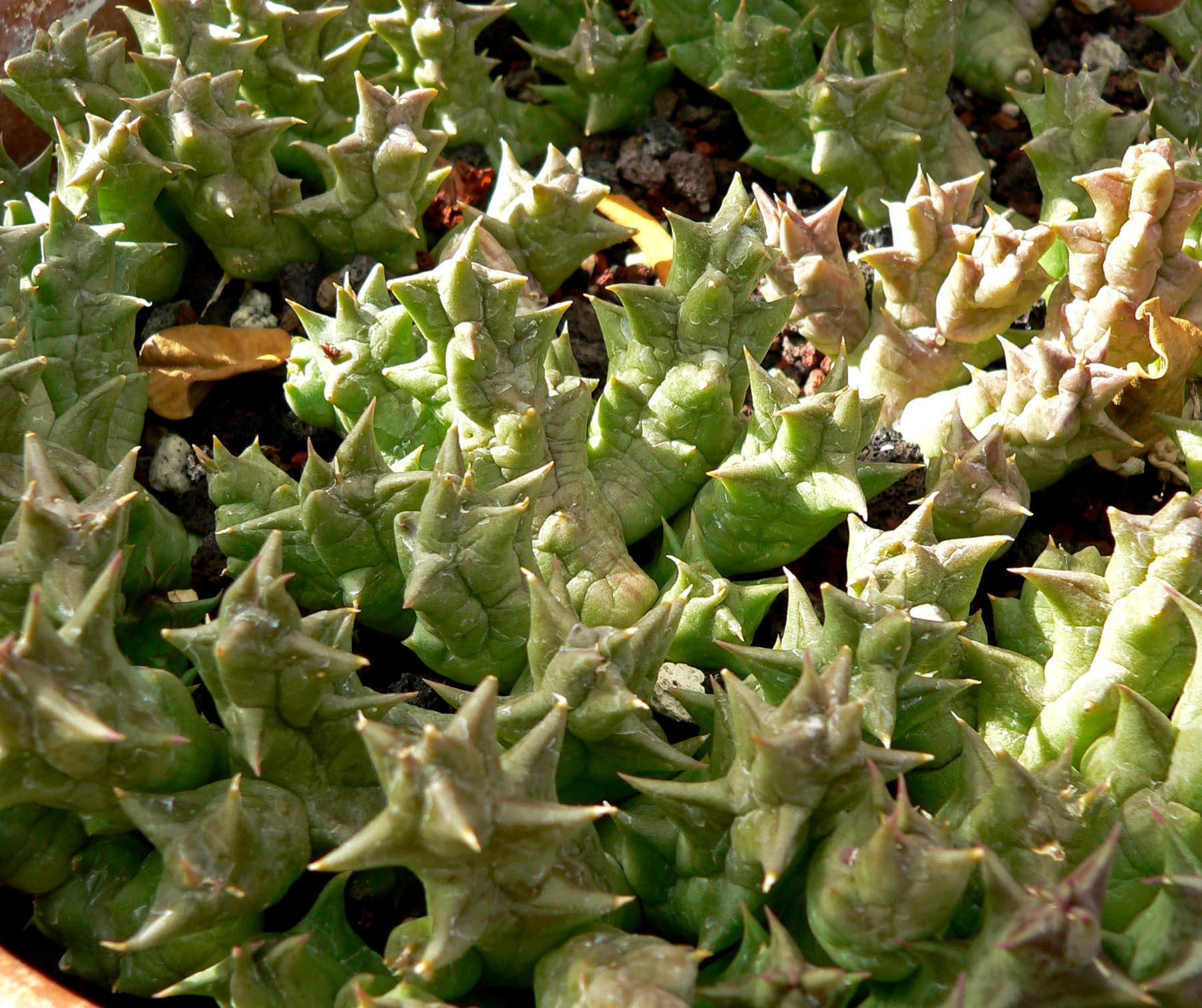
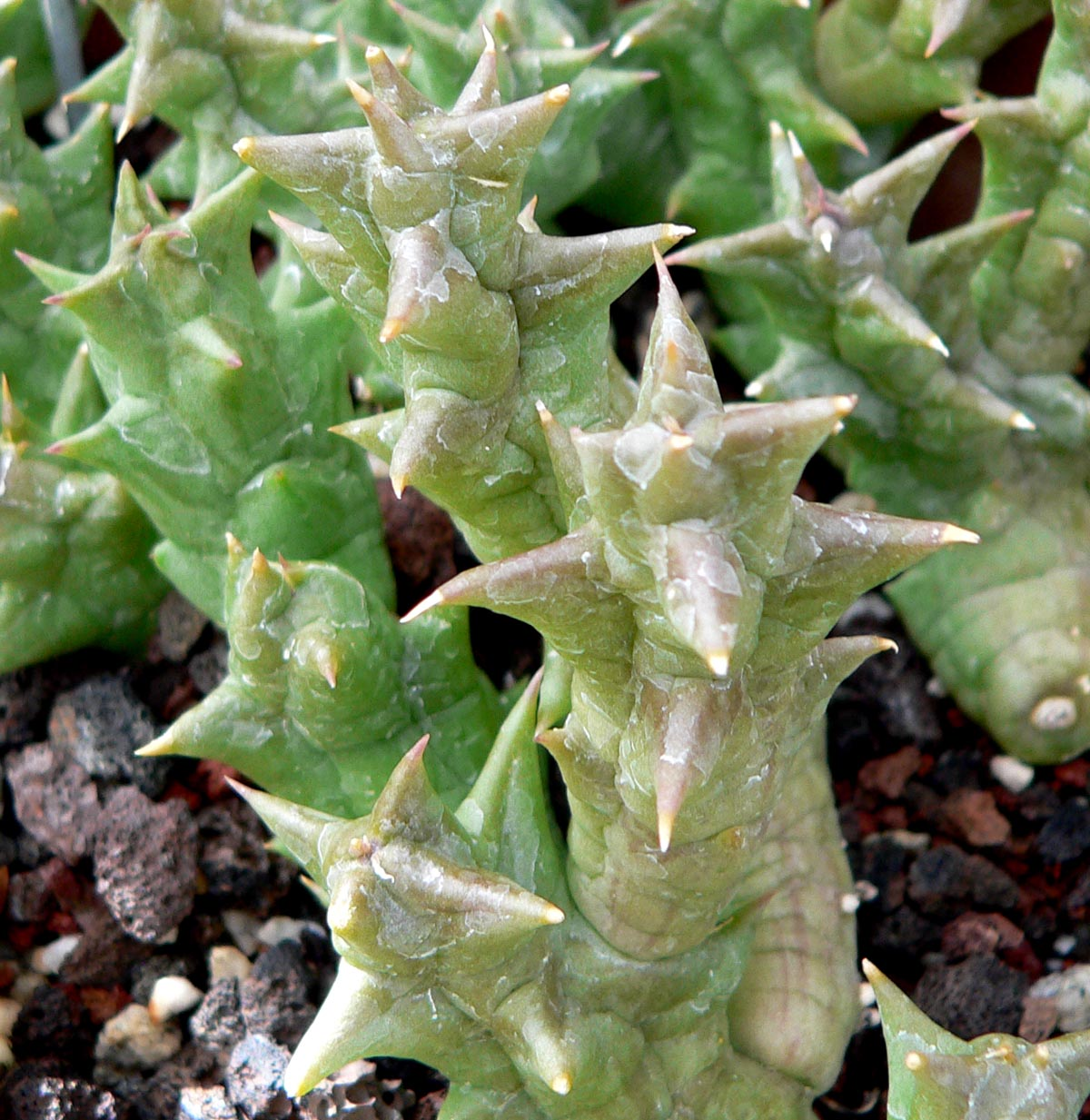